# Петер Нансен
Петер Нансен (дан. Peter Nansen; 20 січня 1861, Копенгаген — 31 липня 1918, Маріагер, Данія) — данський письменник, драматург, журналіст і видавець. Підприємець, голова найбільшого датсько-норвезького видавництва Гипдельдаля (1896—1916).

## Біографія
Син священика, випускник Копенгагенського університету. Протягом двох десятиліть працював редактором і літературним директором видавництва Gyldendal. Перебував під сильним впливом публіциста і критика Р. Брандеса.
Його другою дружиною була актриса Бетті Насен.
Помер у 1918 році в Маріагері невеликому місті в центральній частині Данії.

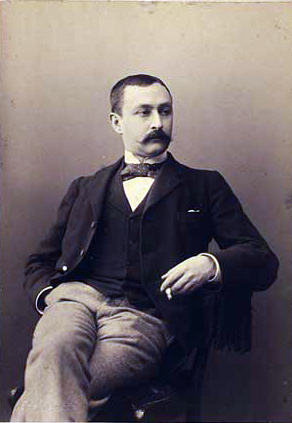
Петер Нансен. 1898 г.

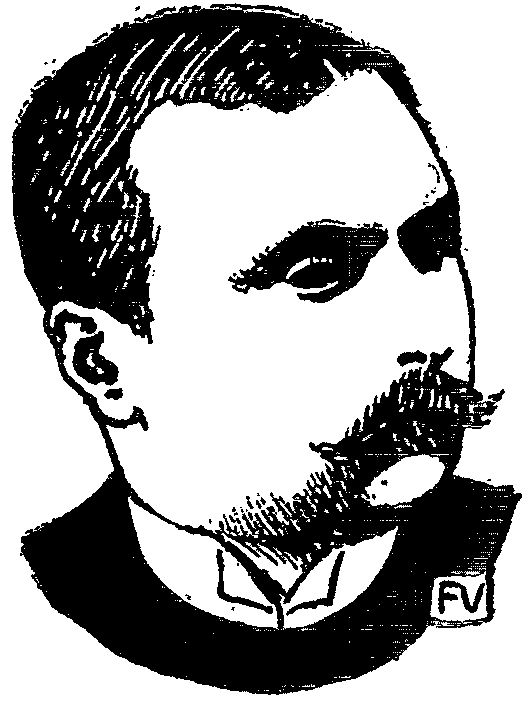

## Творчість
Автор великої кількості статей і оглядів на театральні теми, оповідань, натуралістичних, любовно-будуарних і історичних романів і повістей.
Його культ хвилинних настроїв, підвищений інтерес до еротики відповідав запитам тогочасної публіки. Образи героїв, фабула і обстановка для психологічних етюдів і новел взяті ним з «великого» столичного світу і півсвіту. У свій час як апофеоз культу хвилинних настроїв справила сенсацію його трилогія «Щоденник Юлії» (Julies dagbog, 1893), «Марія» (Maria, 1894) і лірико-автобіографічна ідилія «Світ і гладь — божа благодать» (Guds Fred, 1895). Проблеми любові і шлюбу присвячено і його «Заміжжя Юдіфі» (Judits Agteskab, 1898), «Випробування вогнем» (Troskabsproeven, 1899) та інші.

## Вибрані твори
- Ansigt til Ansigt. (1883)
- Fra et Dødsleje. (1883)
- Kærlighed. (1883)
- Ægypteres Gæstebud (1883)
- En famille (1883)
- Kornmod (1883)
- Aftenvisiter (1883)
- Den sidste. (1883)
- Volodya Mennesker (1883)
- Et Hjem (1891)
- Fra Rusaaret (1892; «Student» 1907
- Julie's Dagbog (1893),
- Maria (1894)
- Guds Fred (1895)
- Judiths Ægteskab (1898)
- Troskabsprøven (1899)
- Brødrene Menthe (1915),
- Livets Lyst (1917),
- Hendes elskede (1918),
- Eventyr om smaa og store
- Portrætter